# Rembrandt
 Denne artikel omhandler kunstmaleren Rembrandt. Opslagsordet har også en anden betydning, se Rembrandt (film).
Rembrandt Harmenszoon van Rijn (født 15. juli 1606, død 4. oktober 1669) var en nederlandsk tegner, kunstmaler og grafiker. Han var en innovativ og produktiv mester i de tre kunstformer, og han bliver bredt betragtet som en af de største billedkunstnere i kunsthistorien, og den vigtigste person i hollandsk kunsthistorie. Til forskel fra de fleste andre hollandske mestre i 1600-tallet afbilder Rembrandts kunst en bred vifte af stilarter og emner fra porttrætter og selvportrætter til landskaber, allegoriske og historiske scener og bibelske og mytologiske temaer samt studier i dyr. Hans bidrag til kunsten kom i en periode med stor rigdom og kulturel udvikling, som historikerne kalder den hollandske guldalder, hvor hollandsk kunst (særligt malerkunst) var ekstremt produktiv og udbredt, selvom det på mange måder stod i modsætning til den barokke stil som hidtil havde domineret Europa, så banede den vejen for nye genrer. Ligesom mange andre kunstnere fra den hollandske guldalder, som Jan Vermeer fra Delft, var Rembrandt også en ivrig kunstsamler og forhandler.
Rembrandt rejste aldrig udenlands, men man mener, at han var påvirket af de italienske mestre og de hollandske kunstnere, der havde studeret i Italien, som bl.a. Pieter Lastman, Utrechtskolen, flamsk barok og Peter Paul Rubens. Efter at have opnået succes i sin ungdom som portrætmaler, blev hans senere år påvirket af flere personlige tragedier og finansielle problemer. Hans tegninger og malerier var dog populære igennem hele hans levetid, og hans omdømme som kunstner forblev høj, og i 20 år underviste han mange vigtige hollandske malere.
Rembrandts portrætter af personer der levede på hans tid, selvportrætter og illustrationer af scener fra Biblen bliver betragtet som hans største kreative trimfer. Hans selvportrætter danne en unik og intum selvbiografi, hvor kunstneren overvågede sig selv uden forfængelighed og med den yderste oprigtighed. Rembrandts største bidrag til trykkekunsten var hans ændring af raderingsprocessen fra en relativt ny reproduktionsteknik til en sand kunstart, sammen med Jacques Callot. Hans omdømme som en af de dygtigste raderere nogensinde blev etableret i hans levetid og er ikke blevet udfodret siden. Det var kun ganske få af hans malerier, som kom uden for hans hjemland mens han levede, men hans print cirkulerede i hele Europa, hvilket bredere omdømme blev oprindeligt baseret på disse alene.
I hans værker udvidste han viden om klassisk ikonografi, som han ændrede til at passe til kravene fra hans egen erfaring; således var afbildninger af bibelscener baseret på Rembrandts viden om den specifikke tekst, hans assimilering af klassiske kompositioner og hans obersvationer af Amsterdams jødiske befolkning. Som følge af hans empati for menneskelige tilstand er han blevet kaldt "en af civilisationens store profeter". Den franske billedhugger Auguste Rodin har udtalt at, "Sammenlign mig med Rembrandt! Hvilket helligbrøde! Med Rembrandt, kunstens kolos! Vi bør lægge os for Rembrandts fødder og aldrig sammenligne nogen med ham!"

## Biografi
Han blev født som søn af en møller i Leiden. Som 14-årig blev han indskrevet som student på Universitetet i Leiden, men forlod studiet efter et halvt år for at forfølge en karriere som maler. I 1624 stod han i lære som kunstmaler hos Pieter Lastman i Amsterdam. Efter et halvt år vendte han tilbage til Leiden, hvor han fandt sin helt egen stil. I 1632 flyttede han så igen til Amsterdam, hvor han virkede som portrætmaler. Han ægtede Saskia van Uylenburgh, borgmesterdatter og kusine til en succesfuld kunsthandler. Fra 1635 til 1641 fik parret fire børn, hvoraf kun det ene overlevede. Hustruen døde i 1642.
Man har ment, at Rembrandt malede over 600 malerier og udførte flere tusinde tegninger og raderinger. Senere studier, blandt andet af The Rembrandt Research project, har bragt antallet ned på ca. 300 malerier, der tilskrives mesteren. Et af de mest kendte er Nattevagten.
Den anden hustru, Hendrickje Stoffels, døde i 1663. Sønnen Titus fra det første ægteskab døde i 1668. Den 4. oktober 1669 døde Rembrandt i Amsterdam og blev begravet i Westerkerk. Den eneste efterlevende slægtning var datteren Cornelia, som han havde fået med Hendrickje.

## Portrætterne af den danske pige
Rembrandt tegnede to portrætter af en jysk pige Elsje Christiaens, der blev henrettet for at have dræbt sin værtinde i Amsterdam. Elsje var kommet fra Jylland til Amsterdam for at søge arbejde som køkkenpige, men da hun efter to uger ikke havde fået en plads og ikke kunne betale sit værelse ved Damrak, greb værtinden en kost og truede med at tage Elsjes få ejendele. Elsje greb en økse og slog værtinden, der faldt ned i kælderen og døde. Elsje flygtede og sprang i Damrak, men den tilløbende mængde fik hende op igen. Byens magistrat dømte hende til døden, og hun blev henrettet ved kvælning på Dam. Hendes lig blev hængt op i Volewijk på IJs nordlige bred. Øksen hang ved siden af hendes hoved. Den 57-årige Rembrandt lod sig ro over til Volewijk for at tegne hende.

## Værker af Rembrandt

### Selvportrætter
- En ung Rembrandt, ca. 1628, da han var 22. Til dels en øvelse i clairobscur. Rijksmuseum
- En mere munter positur, også fra ca. 1628, for nylig genopdaget.[13]
- Rembrandt i 1632, da han nød stor succes som fashionabel portrætmaler i denne stil.
- Rollespil i Selvportræt som orientalsk potentat med en sabel, radering, 1634.
- Selvportræt lænende sig på en vindueskarm, radering, 1639
- 1640, bærende et kostume i stilen fra over hundrede år tidligere. National Gallery
- Wien ca. 1655, olie på valnød, beskåret.
- Selvportræt, 1658, et mesterværk i Rembrandts endelige stil.
- Dateret 1669, det år han døde, skønt han ser meget ældre ud på andre portrætter
- Selvportræt med hue, med øjnene vidt åbne, radering og koldnål, 1630.

### Andre arbejder
- Portræt af Saskia van Uylenburg, ca. 1635.
- Mediterende filosof, 1632.
- Rembrandts søn Titus som munk, 1660.
- Dr. Nicolaes Tulp's anatomiforelæsning, 1632
- Kritus i Stormen på Genesaret sø, 1633. Savnes stadig efter røveri fra Isabella Stewart Gardner Museum i 1990.
- Bortførelsen af Europa, Olie på panel, 1632.
- Portræt af Johannes Wtenbogaert, 1633.
- Abraham og Isak, 1634
- Saskia som "Flora", 1635
- Rembrandt og Saskia poserer som "Den fortabte søn i kroen" - en portræt-fortælling, 1635
- Samsons blinding, 1636, som Rembrandt gav til Huyghens
- Belshassar's Fest, 1636-8
- Ærkeenglen, der forlader Tobias, 1637
- The Risen Christ Appearing to Mary Magdalen, 1638
- Landskab med god samaritaner, 1638
- Møllen, 1648
- Bathing woman, med Hendrickje som model, 1654
- Pigen i en billedramme, 1641.
- Bathsheba i badet, også med Hendrickje som model, 1654
- Portræt af Jan Six, 1654. Six var rigmand og en ven af Rembrandt.
- Kristus vises frem for folket, drypoint, 1655, State I of VII.
- Jakob, der velsigner Josef's anden søn, 1656
- Forstanderne for Klædemagernes laug, 1662
- Claudius Civilis sammensværgelse (beskåret), 1661-62
- Den fortabte søns tilbagekomst, ca. 1669.
- Et typisk portræt fra 1634, da Rembrandt nød stor kommerciel succes.
- Hundredegylden-trykket, radering, ca. 1647-1649.
- De tre kors, radering, 1653, Version 3 af 4.
- Suzannah og de ældste, tegning, 1634
- Kristus og kvinden, der var grebet i hor, tegning
- Den hellige jomfru og barn med en kat, 1654. Original kobberraderingsplade øverst, eksempel på tryk nederst.